# Kirchworbis
Kirchworbis is een gemeente in de Duitse deelstaat Thüringen, en maakt deel uit van de Landkreis Eichsfeld.
Kirchworbis telt 1.303 inwoners.